# Dassault-Sagem SlowFast
Il Dassault-Sagem SlowFast è un UAV militare da ricognizione dotato di tecnologia stealth in fase di sviluppo presso la Dassault-Sagem Tactical UAV dal 2004.

## Caratteristiche
Lo SlowFast è un'evoluzione del bimotore tattico Dassault AVE-C Moyen Duc. Tra le sue caratteristiche vi sono la capacità di arrivare a velocità elevate (Mach 1,6) e l'autonomia di volo di circa 3-4 ore a bassa velocità. Sarà pilotato a distanza da una stazione terrestre, Sagem Sperwer. Progettato su richiesta dell'Armée de terre, l'esercito francese, si pensa sarà utilizzato dalle armate a terra.